# Radava
Radava (bis 1948 slowakisch „Rendva“; ungarisch Rendve) ist eine Gemeinde im Westen der Slowakei mit 740 Einwohnern (Stand 31. Dezember 2024), die zum Okres Nové Zámky, einem Kreis des Nitriansky kraj, gehört.

## Geographie
Die Gemeinde befindet sich am westlichen Rand des Hügellands Pohronská pahorkatina innerhalb des slowakischen Donautieflands, im Tal des Baches Radavka. Das Ortszentrum liegt auf einer Höhe von 145 m n.m. und ist 10 Kilometer von Šurany, 23 Kilometer von Nové Zámky sowie 34 Kilometer von Levice entfernt.
Nachbargemeinden sind Trávnica im Norden, Podhájska im Osten, Veľké Lovce im Südosten sowie Hul im Südwesten und Westen.

## Geschichte

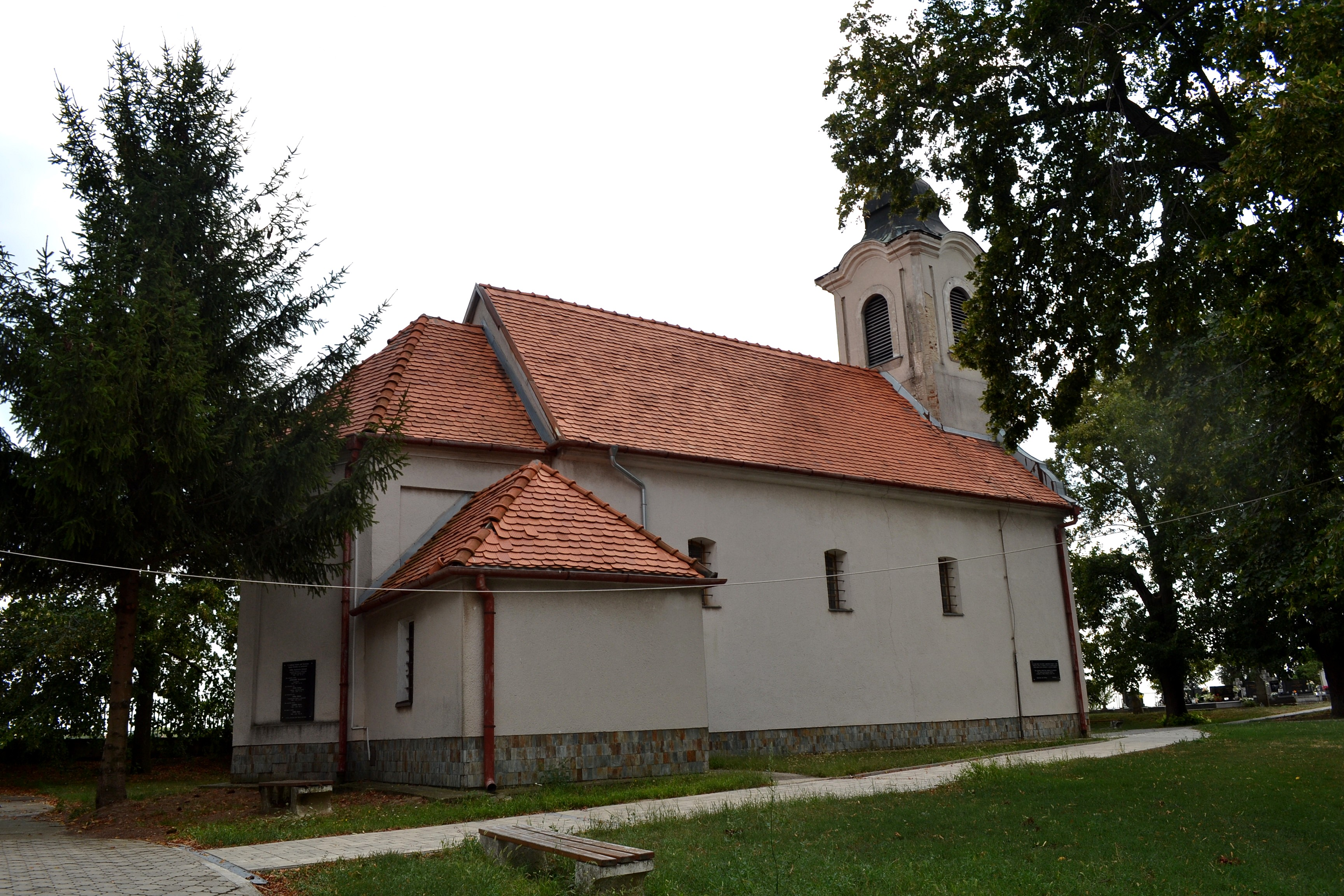
Kirche

Radava wurde zum ersten Mal 1237 als Renduuey schriftlich erwähnt und war Besitz des örtlichen Landadels sowie der Herrschaft von Burg Lewenz, im 17. Jahrhundert gehörte ein Teil zum Besitz der Familie Motešický. 1535 gab es fünf Porta, 1601 standen 20 Häuser im Ort. 1663 wurde Radava durch Osmanen zerstört. 1828 zählte man 73 Häuser und 490 Einwohner, die als Landwirte beschäftigt waren.
Bis 1918/1919 gehörte der im Komitat Barsch liegende Ort zum Königreich Ungarn und kam danach zur Tschechoslowakei beziehungsweise heute Slowakei. Auf Grund des Ersten Wiener Schiedsspruchs lag er 1938–1945 noch einmal in Ungarn.

## Bevölkerung
| Jahr                | 1994 | 2004     | 2014    | 2024    |
| ------------------- | ---- | -------- | ------- | ------- |
| Anzahl der Personen | 960  | 853      | 778     | 740     |
| Unterschied         |      | −11,14 % | −8,79 % | −4,88 % |

| Jahr                | 2023 | 2024    |
| ------------------- | ---- | ------- |
| Anzahl der Personen | 737  | 740     |
| Unterschied         |      | +0,40 % |

Nach der Volkszählung 2011 wohnten in Radava 798 Einwohner, davon 785 Slowaken und ein Tscheche. Ein Einwohner gab eine andere Ethnie an und 11 Einwohner machten keine Angabe zur Ethnie.
695 Einwohner bekannten sich zur römisch-katholischen Kirche, drei Einwohner zur Evangelischen Kirche A. B. und ein Einwohner zur evangelisch-methodistischen Kirche; ein Einwohner bekannte sich zu einer anderen Konfession. 42 Einwohner waren konfessionslos und bei 25 Einwohnern wurde die Konfession nicht ermittelt.

## Bauwerke und Denkmäler
- römisch-katholische Kirche Heiliger Geist im Barockstil aus den 1700er Jahren

## Verkehr
Radava besitzt eine Haltestelle an der Bahnstrecke Nové Zámky–Zvolen und liegt an der Straße 2. Ordnung 580 zwischen Šurany und Kalná nad Hronom.